# Culex guedesi
Culex guedesi är en tvåvingeart som beskrevs av Mattos och Xavier 1991. Culex guedesi ingår i släktet Culex och familjen stickmyggor. Inga underarter finns listade i Catalogue of Life.